# EMTEC
EMTEC, voorheen bekend als BASF Magnetics, is een Frans bedrijf gespecialiseerd in het maken van computerproducten. Het bedrijf produceert met name media voor dataopslag, zoals magneetbanden. Het hoofdkantoor van het bedrijf is gevestigd in Gennevilliers.

## Geschiedenis
- In 1991 kocht het Duitse chemieconcern BASF de magneetbandproducent Agfa-Gevaert, en vormde dit om naar BASF Magnetics.
- In 1996 werd BASF Magnetics afgestoten van BASF, en ging verder als onafhankelijk bedrijf. BASF bleef wel de eigenaar.
- In 1997 werd BASF Magnetics verkocht aan KOHAP, Ltd, een Koreaanse textielfirma gespecialiseerd in PET. Na deze verkoop werd de naam van het bedrijf veranderd in EMTEC Magnetics.
- In 1999 werd EMTEC een erkende producent van LTO-technologie mediaproducten.
- In 2002 werd EMTEC vanwege de financiële crisis in Azië verkocht aan Legal & General Ventures Ltd. (LGV), een Brits bedrijf.
- In januari 2003 liet EMTEC Magnetics GmbH (een subtak van EMTEC) zich in Duitsland beschermen tegen bankroet. In oktober dat jaar verkreeg Imation enkele patenten en licenties op producten van EMTEC voor omgerekend 15 miljoen dollar.[1]
- In 2004 verkreeg MPO France, voorheen bekend als Moulages Plastiques de l’Ouest (niet te verwarren met Magnetic Products Oosterhout) enkele onderdelen van EMTEC Consumer Media GmbH, waaronder het recht op het gebruik van de merknaam EMTEC.[2]
- In 2006 werd EMTEC gekocht door de Dexxon Group, een Frans bedrijf gespecialiseerd in distributie van computeronderdelen.

## Subtakken
- Pyral – voorheen van het chemieconcern Rhône-Poulenc. Onafhankelijk sinds 2004.
- EMTEC Magnetics GmbH – gelegen in Ludwigshafen am Rhein, Duitsland.
- EMTEC Consumer Media GmbH – eveneens gelegen in Ludwigshafen.
- EMTEC DataStoreMedia, Inc. – Amerikaanse distributietak.
- EMTEC da Amazônia – gelegen in Manaus, Brazilië.